# Currents
 (avril 2021).
Si vous disposez d'ouvrages ou d'articles de référence ou si vous connaissez des sites web de qualité traitant du thème abordé ici, merci de compléter l'article en donnant les références utiles à sa vérifiabilité et en les liant à la section « Notes et références ».
Albums de Tame Impala
Lonerism
(2012) The Slow Rush
(2020)
Singles
1. Let It Happen
Sortie : 11 mars 2015
2. 'Cause I'm a Man
Sortie : 7 avril 2015
3. Eventually
Sortie : 15 juin 2015
4. The Less I Know the Better
Sortie : 29 novembre 2015

Currents est le troisième album studio du projet musical australien Tame Impala, sorti le 17 juillet 2015.
Tout comme les albums précédents, il est écrit, enregistré, interprété et produit par Kevin Parker, le leader du groupe. Pour la première fois, Parker s'occupe également du mixage des titres.
Après avoir publié le précédent enregistrement, Lonerism en 2012, Parker commence à travailler sur Currents, enregistrant essentiellement dans son home studio à Fremantle. Il s'attèle à l'écriture et l'enregistrement, et fidèle à sa réputation de perfectionniste, il s'attarde sur les détails de chacune des chansons, entraînant un retard de deux mois sur la date de sortie initialement prévue. L'album Currents marque un tournant dans le style du groupe, avec un son plus orienté électro, où les guitares laissent leur place aux synthétiseurs. Parker est guidé par l'envie d'entendre sa musique jouée dans les clubs. Dans ses thèmes, l'album aborde le processus personnel de transformation par lequel « quelqu'un a l'impression de devenir quelque chose d'autre ». On retrouve cette idée sur l'illustration de l'album.
L'album est précédé des singles Let It Happen, 'Cause I'm a Man, Eventually et The Less I Know the Better.

## Liste des titres
| 1.    | Let It Happen                 | 7:46 |
| 2.    | Nangs                         | 1:47 |
| 3.    | The Moment                    | 4:15 |
| 4.    | Yes I'm Changing              | 4:30 |
| 5.    | Eventually                    | 5:19 |
| 6.    | Gossip                        | 0:55 |
| 7.    | The Less I Know the Better    | 3:38 |
| 8.    | Past Life                     | 3:47 |
| 9.    | Disciples                     | 1:48 |
| 10.   | 'Cause I'm a Man              | 4:01 |
| 11.   | Reality in Motion             | 4:12 |
| 12.   | Love/Paranoia                 | 3:06 |
| 13.   | New Person, Same Old Mistakes | 6:02 |
| 51:06 |                               |      |